# 1988年のバレーボール
1988年のバレーボール（1988ねんのバレーボール）では、1988年（昭和63年）のバレーボール関連の出来事をまとめる。

## できごと
- トゥールVBが創設。
- FIVB加盟（その23） - アメリカ領サモア、カーボベルデ、セントクリストファー・ネイビス、パプアニューギニア、バルバドス、ボツワナ、モナコの7カ国。

## 国際大会
- ソウル五輪
  - 男子
    - 金メダル： アメリカ合衆国
    - 銀メダル： ソビエト連邦
    - 銅メダル： アルゼンチン

  - 女子
    - 金メダル： ソビエト連邦
    - 銀メダル： ペルー
    - 銅メダル： 中国

## 国内大会

### 日本
- 第21回日本リーグ
  - 男子
    - 1位：富士フイルム（14勝）
    - 2位：新日本製鐵（12勝2敗）
    - 3位：松下電器（10勝4敗）
    - MVP：三橋栄三郎

  - 女子
    - 1位：日本電気（12勝2敗）
    - 2位：日立（10勝4敗）
    - 3位：イトーヨーカドー（9勝5敗）
    - MVP：R.メジャーズ

- 第37回黒鷲旗全日本選手権
  - 男子
    - 1位：新日本製鐵
    - 2位：法政大
    - 3位：富士フイルム、NKK
    - 黒鷲賞：田中幹保

  - 女子
    - 1位：日立
    - 2位：ダイエー
    - 3位：イトーヨーカドー、日本電気
    - 黒鷲賞：杉山加代子

## 誕生
1月
- 1月8日 - 高松卓矢
- 1月11日 - 王一梅 (中国)
- 1月22日 - 石田瑞穂
- 1月27日 - 木村沙織 (1988年生)
- 1月29日 - 古田史郎
- 1月30日 - 平山麻里

2月
- 2月17日 - 皆本明日香
- 2月26日 - キム・ヨンギョン (韓国)

3月
- 3月5日 - ヨバナ・ブラコチェビッチ (セルビア)
- 3月9日 - 近裕崇
- 3月19日 - マキシム・ミハイロフ (ロシア)

4月
- 4月18日 - 砂田遥

5月
- 5月27日 - 吉田みなみ

7月
- 7月13日 - ネリマン・オズソイ (トルコ)
- 7月15日 - 狩野舞子

8月
- 8月31日 - ホアンドリ・レアル (キューバ)

9月
- 9月2日 - 塚原佳代子
- 9月8日 - 雨堤みなみ
- 9月20日 - 石田早織

10月
- 10月7日 - 冨士田裕大
- 10月7日 - 八子大輔
- 10月19日 - 西山慶樹
- 10月19日 - サーシャ・スタロビッチ (セルビア)
- 10月28日 - カミラ・ブライト (ブラジル)

11月
- 11月12日 - シンディ・ロンドン (ドミニカ)
- 11月22日 - 加藤千尋
- 11月27日 - ガブリエラ・ボイトビッチ (ポーランド)
- 11月29日 - 高橋美帆

12月
- 12月2日 - 安藤典莉子
- 12月2日 - 吉田彩乃
- 12月26日 - 松本亜弥華